# Grzegorz Krawców
Grzegorz Krawców (Nowa Sól, 25 de julio de 1962) es un deportista polaco que compitió en piragüismo en la modalidad de aguas tranquilas.
Ganó tres medallas en el Campeonato Mundial de Piragüismo entre los años 1986 y 1989.
Participó en dos Juegos Olímpicos de Verano, ocupando el quinto lugar en Seúl 1988 y el sexto en Barcelona 1992, en la prueba de K4 1000 m.

## Palmarés internacional
| Campeonato Mundial | Campeonato Mundial   | Campeonato Mundial | Campeonato Mundial |
| Año                | Lugar                | Medalla            | Competición        |
| ------------------ | -------------------- | ------------------ | ------------------ |
| 1986               | Montreal (Canadá)    | Medalla de bronce  | K4 1000 m          |
| 1987               | Duisburgo (Alemania) | Medalla de plata   | K4 500 m           |
| 1989               | Plovdiv (Bulgaria)   | Medalla de plata   | K4 1000 m          |